# T (letter)

Een aantal voorbeelden van de letter T

De letter T is de twintigste letter in het moderne Latijnse alfabet.
Tâw was de laatste letter van het west-semitische alfabet en ook van het Hebreeuwse alfabet. De vorm van de letter is waarschijnlijk afgeleid van een eenvoudig kruis.
De klank van de Semitische letter Tâw, de Griekse letter Ταυ (Τ, τ) en de Etruskische en Latijnse letters T was /t/. Zowel de uitspraak als de vorm van de letter is dus sinds het begin van de geschiedenis van het schrift praktisch onveranderd doorgegeven.
Veel Nederlandse dialecten, alsook het Limburgs en het Afrikaans, laten de T onder zekere omstandigheden weg. Dit wordt t-deletie genoemd.
In het internationale spellingsalfabet wordt de T weergegeven door middel van het woord Tango.
In het Nederlands telefoonalfabet wordt de T weergegeven door middel van de naam Teunis (verouderd: Theodoor).
| Proto-semitische T | Fenicische T | Etruskische T | Griekse Tau |
| ------------------ | ------------ | ------------- | ----------- |
|                    |              |               |             |